# 2024年パリオリンピックの馬術競技
2024年パリオリンピックの馬術競技（2024ねんパリオリンピックのばじゅつきょうぎ）は国際馬術連盟（FEI）管轄の下、2024年7月27日から8月6日まで開催されたオリンピックの馬術競技である。前回大会同様、障害馬術（障害飛越）・馬場馬術・総合馬術の個人・団体計6種目が開催される。競技はヴェルサイユ宮殿で実施された。

## 出場資格
FEIにより、開催国は全種目の出場枠（計9人馬）が保証されている。団体戦はいずれの種目も1チーム3人馬で構成され、2022年世界馬術選手権や地域別予選等により選出された障害飛越20チーム、総合馬術16チーム、馬場馬術15チームが出場する。個人戦には団体戦に出場する人馬に加え、2023年パンアメリカン競技大会やFEIが定めるオリンピックランキング等により、団体戦の出場枠を得ていないNOCに出場枠が与えられる。障害飛越15人馬（団体戦の出場枠を得たNOCと合わせて75人馬）、総合馬術17人馬（同65人馬）、馬場馬術15人馬（同60人馬）が出場する。1つのNOCからは団体戦の出場国からは3人馬、非出場国からは障害飛越と馬場馬術は1人馬、総合馬術は2人馬まで出場できる。
日本勢は、ファルケンスワールト（オランダ）で行われたグループG（東アジア、南アジア、オセアニア）予選にて、障害飛越団体戦と個人戦（3人馬）の出場枠を獲得した。また、ミルストリート（アイルランド）で行われたグループF（アフリカ、中東）とグループGの合同予選にて、総合馬術団体戦と個人戦（3人馬）の出場枠を獲得した。一方、馬場馬術はグループGでは地域別予選を行わず、2022年世界選手権の成績とオリンピックランキングにより出場枠を割り当てたが、出場枠獲得はならなかった。
| 種目     | 開催国 | 2022年 世界選手権 | 地域グループ | 地域グループ | 地域グループ | 地域グループ | 地域グループ | ※ | 合計 | 備考                                                |
| 種目     | 開催国 | 2022年 世界選手権 | A&B          | C            | D&E          | F            | G            | ※ | 合計 | 備考                                                |
| -------- | ------ | ----------------- | ------------ | ------------ | ------------ | ------------ | ------------ | - | ---- | --------------------------------------------------- |
| 障害飛越 | 1      | 5                 | 3            | 2            | 3            | 2            | 2            | 2 | 20   | ※2022年、2023年のFEIネーションズカップの上位各1カ国 |
| 総合馬術 | 1      | 7                 | 2            | 1            | 2            | 2            | 2            | 1 | 16   | ※FEI Eventing Nations Cup Series 2023の上位1カ国    |
| 馬場馬術 | 1      | 6                 | 3            | 1            | 2            | 1            | 1            | - | 15   |                                                     |

| 種目     | 団体戦 出場国 | 地域グループ | 地域グループ | 地域グループ | ※ | 合計 | 備考                               |
| 種目     | 団体戦 出場国 | A,B,C,F,G    | D            | E            | ※ | 合計 | 備考                               |
| -------- | ------------- | ------------ | ------------ | ------------ | - | ---- | ---------------------------------- |
| 障害飛越 | 60            | 各2          | 4            | 4            | 1 | 75   | ※オリンピックランキングの上位1カ国 |
| 総合馬術 | 48            | 各2          | 2            | 2            | 3 | 65   | ※オリンピックランキングの上位3カ国 |
| 馬場馬術 | 45            | 各2          | 4            | 4            | 1 | 60   | ※オリンピックランキングの上位1カ国 |

グループA…北西ヨーロッパ、グループB…南西ヨーロッパ、グループC…中央ヨーロッパ、東ヨーロッパ及び中央アジア、グループD…北米、グループE…中南米、グループF…アフリカ及び中東、グループG…東アジア、南アジア及びオセアニア
本大会に出場する人馬は定められた日までに出場最低基準（MER：Minimum Eligibility Requirements）を満たす必要があり、満たせなかった場合は、出場枠は他の国に割り当てられる。

## 競技日程
| 日付 | 種目     | 内容                     | 備考               |
| ---- | -------- | ------------------------ | ------------------ |
| 7/27 | 総合馬術 | 馬場馬術                 | 団体・個人         |
| 7/28 | 総合馬術 | クロスカントリー         | 団体・個人         |
| 7/29 | 総合馬術 | 障害馬術                 | 団体・個人         |
| 7/30 | 馬場馬術 | グランプリ1日目          | 団体予選・個人予選 |
| 7/31 | 馬場馬術 | グランプリ2日目          | 団体予選・個人予選 |
| 8/1  | 障害飛越 | -                        | 団体予選           |
| 8/2  | 障害飛越 | -                        | 団体決勝           |
| 8/3  | 馬場馬術 | グランプリスペシャル     | 団体決勝           |
| 8/4  | 馬場馬術 | グランプリフリースタイル | 個人決勝           |
| 8/5  | 障害飛越 | -                        | 個人予選           |
| 8/6  | 障害飛越 | -                        | 個人決勝           |

## 競技結果
| 種目          | 金                                                                                                  | 金       | 銀 | 銀       | 銅                                                                          | 銅       |
| ------------- | --------------------------------------------------------------------------------------------------- | -------- | --- | -------- | --------------------------------------------------------------------------- | -------- |
| 馬場馬術 個人 | イェシカ・フォン・ブレドフ＝ヴァーンドル ドイツ (GER)                                               | 90.093   | イザベル・ヴェルト ドイツ (GER)                                                                                   | 89.614   | シャーロット・フライ イギリス (GBR)                                         | 88.971   |
| 馬場馬術 団体 | ドイツ (GER) イェシカ・フォン・ブレドフ＝ヴァーンドル フレデリック・ヴァンドレス イザベル・ヴェルト | 235.790  | デンマーク (DEN) ダニエル・バッハマン・アンデルセン カトリネ・ラウドルプ＝デュフール ナナ・スコドボルグ・メラルド | 235.669  | イギリス (GBR) シャーロット・フライ カール・ヘスター ベッキー・ムーディー   | 232.492  |
| 総合馬術 個人 | ミヒャエル・ユング ドイツ (GER)                                                                     | 21.80    | クリストファー・バートン オーストラリア (AUS)                                                                     | 22.40    | ローラ・コレット イギリス (GBR)                                             | 23.10    |
| 総合馬術 団体 | イギリス (GBR) ロザリンド・カンター トム・マキーウェン ローラ・コレット                             | 91.30    | フランス (FRA) ニコラ・トゥーザン カリム・フロラン・ラグアグ ステファヌ・ランドワ                                 | 103.60   | 日本 (JPN) 田中利幸 戸本一真 大岩義明 北島隆三                              | 115.80   |
| 障害飛越 個人 | クリスティアン・ククク ドイツ (GER)                                                                 | 0 (JO:0) | ステヴ・ゲルダ スイス (SUI)                                                                                       | 0 (JO:4) | マイケル・ファン・デル・フロイテン オランダ (NED)                           | 0 (JO:4) |
| 障害飛越 団体 | イギリス (GBR) スコット・ブラッシュ ハリー・チャールズ ベン・マー                                   | 2        | アメリカ合衆国 (USA) マクレイン・ウォード ローラ・クラウト カール・クック                                         | 4        | フランス (FRA) シモン・デレストル ジュリアン・エペヤール オリヴィエ・ペロー | 7        |